# Virgen de Guadalupe con las cuatro apariciones (Juan de Sáenz)
La Virgen de Guadalupe con las cuatro apariciones y una vista del Santuario del Tepeyac es una obra del pintor novohispano Juan de Sáenz, quien estuvo activo en Zacatecas, México en la segunda mitad del siglo XVIII. Este óleo sobre lámina de cobre se encuentra en la colección del Museo Soumaya de la Ciudad de México.

## Contexto
La Nueva España tuvo un desarrollo particular con respecto a las metrópolis europeas, en específico si se le compara con la península ibérica, pues aunque mantuvo una relación estrecha con la Iglesia católica, tuvo un carácter crítico con respecto a esta. Este fenómeno hizo que se fortaleciera el patriotismo criollo, lo cual se constata con las diferentes representaciones de Santa María de Guadalupe.
Se desconoce gran parte de la vida de Juan de Sáenz, pero por la inscripción que hay en su Dolorosa en la catedral de Aguascalientes, se sabe que nació en Zacatecas. Manuel Toussaint señaló que Sáenz fue discípulo de Rafael Ximeno y Planes; sin embargo, antes del arribo de este a la Nueva España, ya estaba formado. Asimismo, se sabe que fue uno de los pintores más importantes de la Escuela Mexicana y ejecutó algunas de las pinturas de la Catedral de México.

## La obra
La obra representa las cuatro apariciones Marianas en cuatro cartelas de herencia francesa, lo cual además indica el tránsito de las obras de esta época hacia el Neoclásico. En la primera escena representada, si se leen en sentido inverso a las manecillas del reloj, se muestra a san Juan Diego con el prodigio guadalupano en la primera aparición. La segunda escena refiere a la premura del mismo san Juan Diego, quien busca a un médico que salve la vida de su tío Bernardino. La tercera escena representa el milagro de las rosas y, por último, la cuarta escena muestra al arzobispo fray Juan de Zumárraga que se arrodilla ante la imagen impresa en la tilma de Juan Diego.
La imagen central representa a la Virgen de Guadalupe como la Mujer del Apocalipsis: sobre una luna, vestida del sol, coronada y mientras protege al Salvador en su vientre. El marco dorado policromado reafirma la pureza y fertilidad de la virgen. En este se muestran a tres querubines que cobijan a María. En el marco también hay una vid que representa la sangre derramada por Cristo, mientras la granada recuerda el vínculo de la Iglesia con Jesús.

## Galería

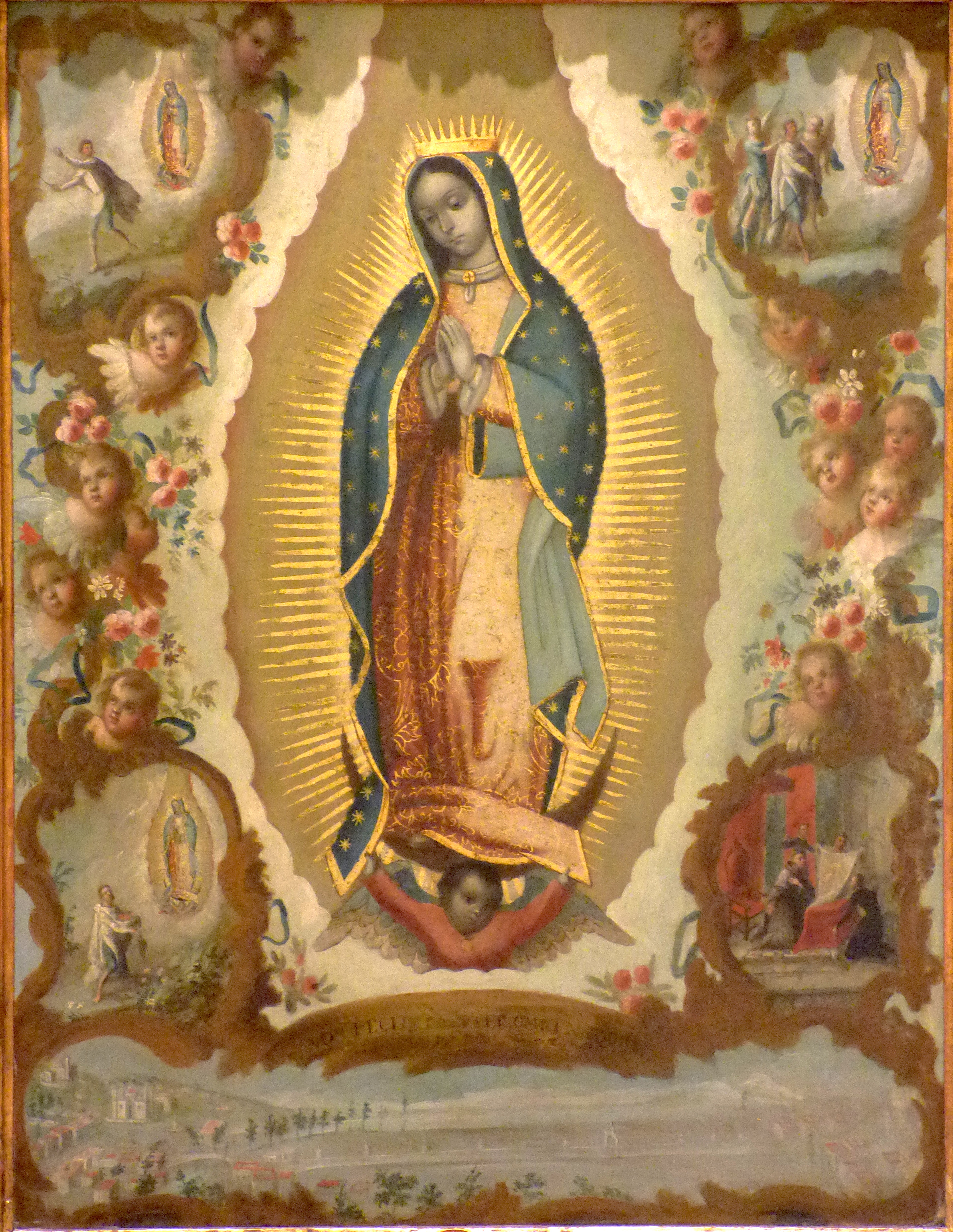
Imagen central
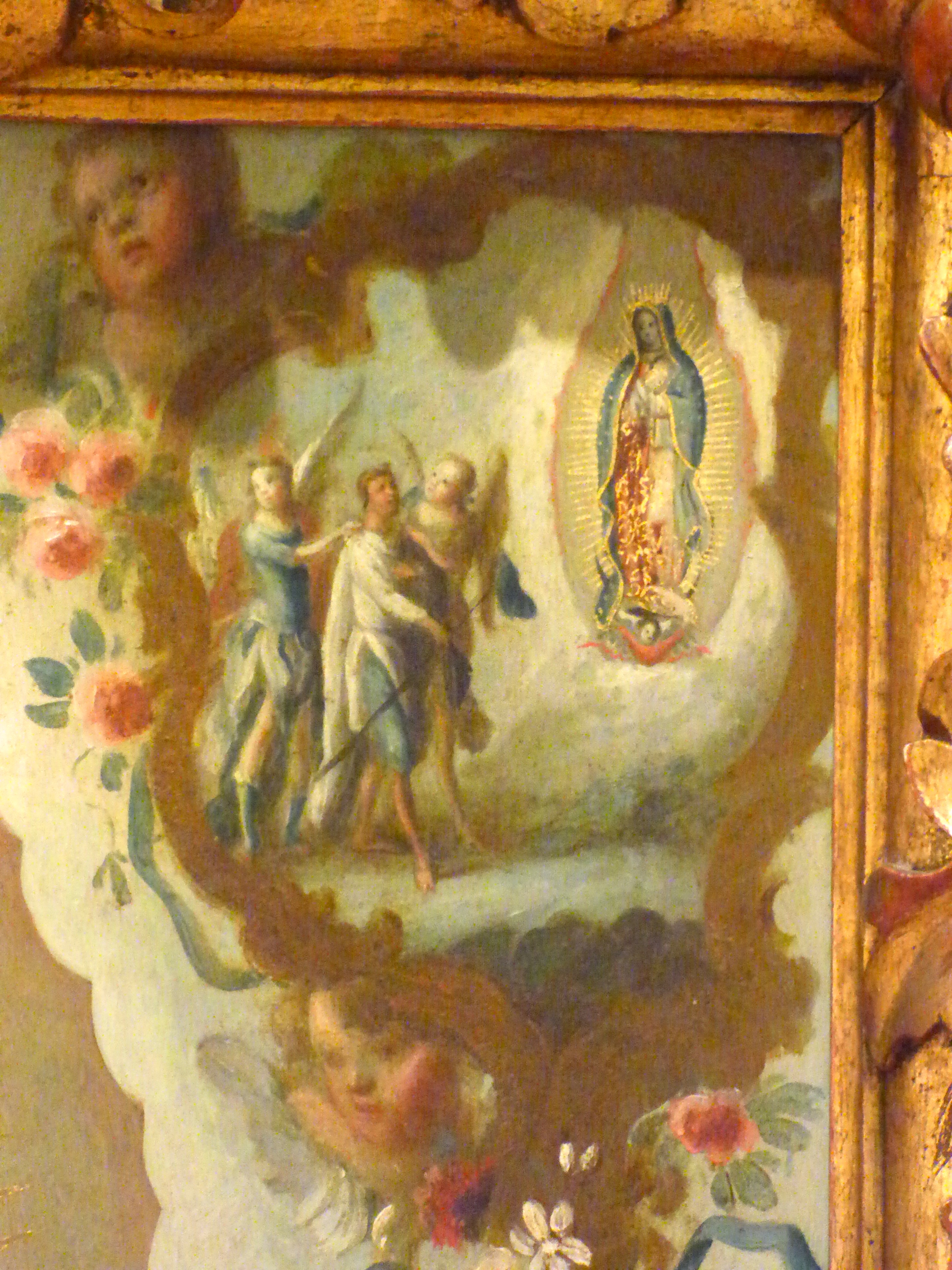
Primera aparición
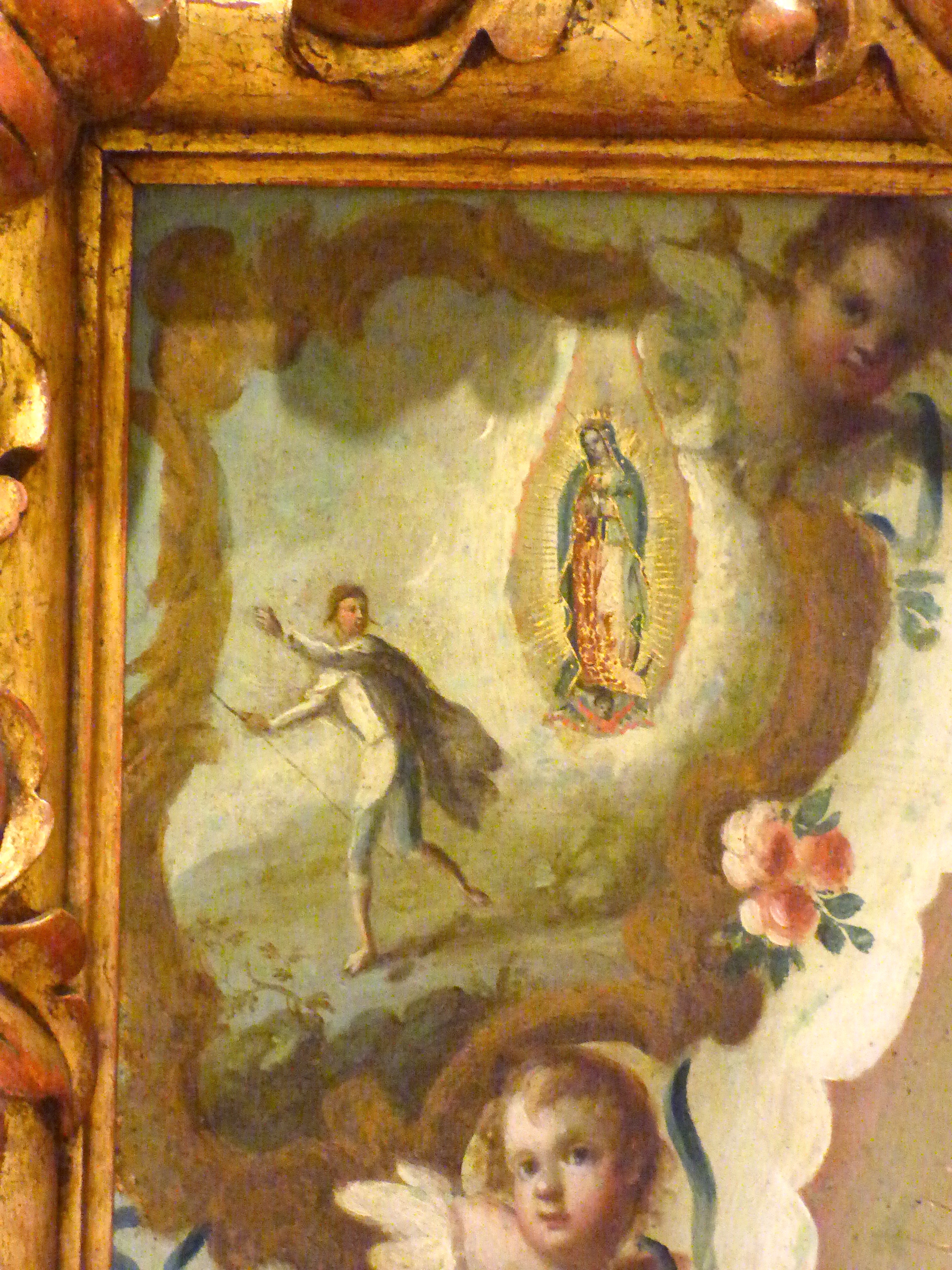
Segunda aparición
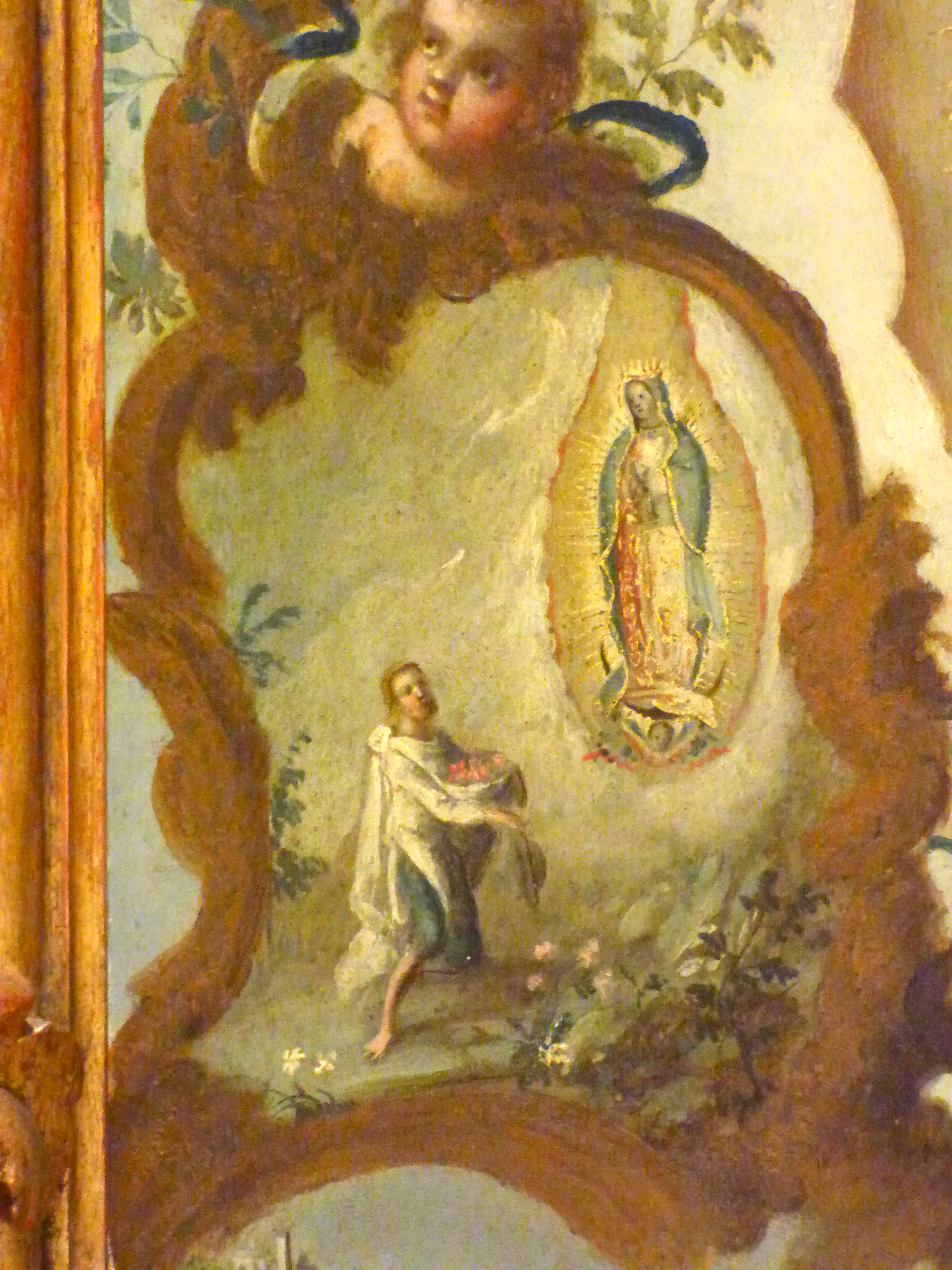
Tercera aparición
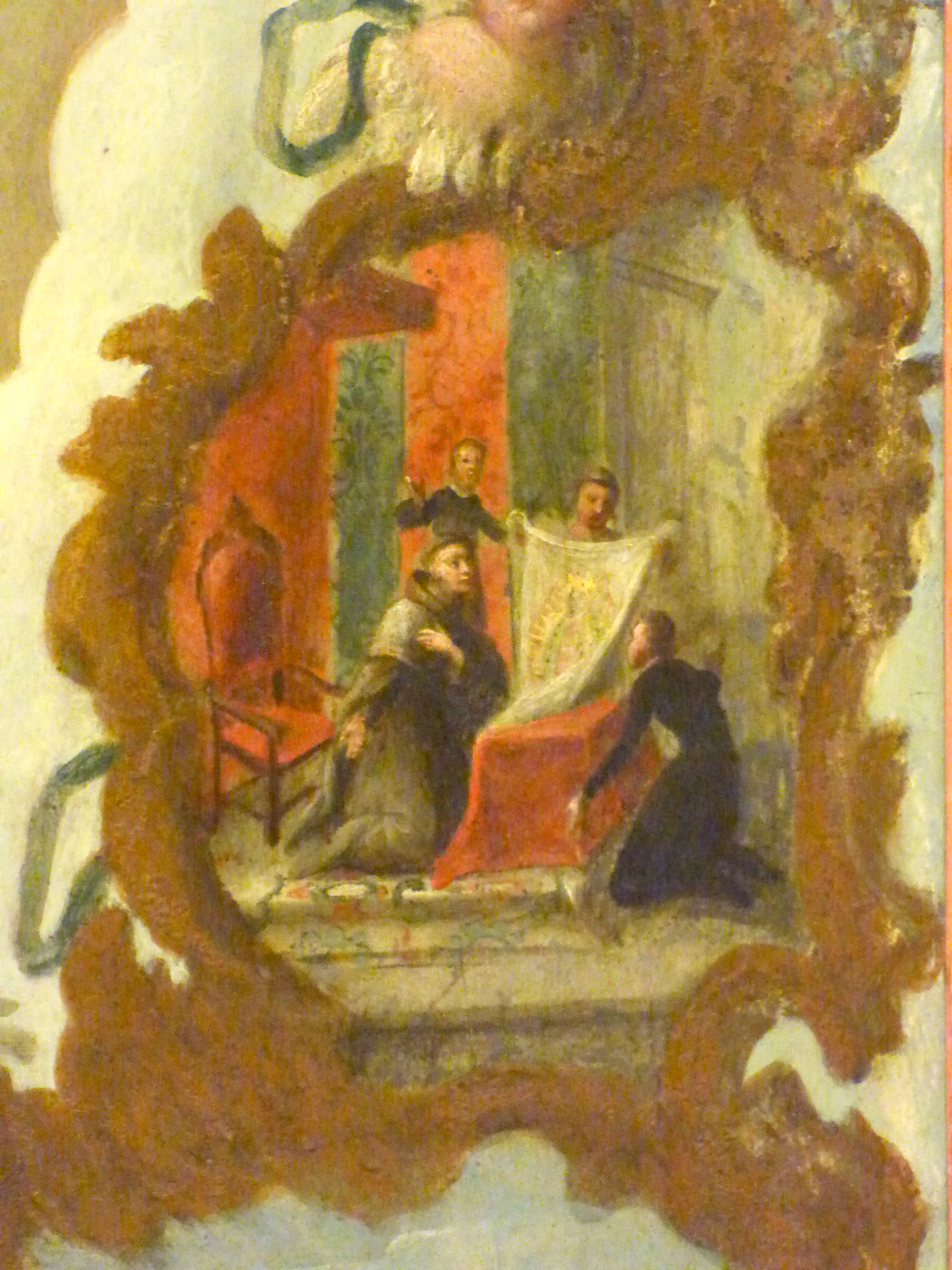
Cuarta aparición

- Datos: Q18417335
- Multimedia: Virgen de Guadalupe con las cuatro apariciones (Juan de Sáenz) / Q18417335